# Xã Providence, Quận Lac qui Parle, Minnesota
Xã Providence (tiếng Anh: Providence Township) là một xã thuộc quận Lac qui Parle, tiểu bang Minnesota, Hoa Kỳ. Năm 2010, dân số của xã này là 169 người.